# Pseudapis trigonotarsis
Pseudapis trigonotarsis là một loài Hymenoptera trong họ Halictidae. Loài này được He & Wu mô tả khoa học năm 1990.